# کفرنه
کفرنه (به عربی: کفرنه) یک روستا در سوریه است که در ناحیه سلقین واقع شده‌است. کفرنه ۲۶۶ نفر جمعیت دارد.